# 萊斯利·约翰·科姆里
莱斯利·约翰·科姆里FRS（Leslie John Comrie，1893年8月15日—1950年12月11日），新西兰天文学家暨机械计算机先驱。

## 生活
1893年8月15日，莱斯利·约翰·科姆里出生在新西兰奥克兰以南的普基科希（Pukekohe）。1912年至1916年就读于奥克兰大学学院（纽西兰大学的一部分），以化学专业学士和硕士学位毕业。一战期间，尽管他患有严重的失听，但还是参加了新西兰远征军在法国的战斗，并在1918年2月被一枚落在英军阵地的炮弹炸掉了左腿。在治疗期间，他开始接触使用机械式计算机，并继而改为具体用途的商用计算机。
当他在新西兰上学时就已加入了英国天文协会 ，是该协会计算机部第一任主管(1920年-1922年)。1923年科姆里获得剑桥大学圣约翰学院博士学位，1924年他前往美国，先后任教于斯沃斯莫尔学院和西北大学，在那里率先开设了数据分析课程。1926年返回英国后，进入位于格林尼治皇家天文台的女王天文年鉴局(Her Majesty's Nautical Almanac Office)工作并担任该机构副主管。
1928年4月他的文章《论插值表的构建》介绍了用于插值数据表穿孔卡设备的使用，并与效率更低、更易出错的机械式如布伦斯维加牌齿轮计算机（Pinwheel calculator）进行了比较。也是在1928年，他是首位使用穿孔卡设备进行科学计算的人，用傅里叶变换计算了1935年至2000年月球运动中的主项值，提高了欧内斯特·威廉·布朗（Ernest William Brown）的预测精度。后来，布朗在哥伦比亚大学一位美国学生华莱士·约翰·埃克特（Wallace J. Eckert）也利用IBM公司庞大的资源进一步改进了这些预测 。 
1930年，他晋升为女王天文年鉴局主管，但由于他对计算设备的非常规使用，导致了与上司之间关系紧张，最终在1936年8月被停职。
1937年，科里创建了科学计算服务有限公司，世界上首家专门经营科学计算的私人公司。二战期间，他领导一个由30名科学家组成团队，为战争提供计算服务，例如为同盟国制作投弹表，后来主要改为为英国足球俱乐部提供计算服务。
二战后，科姆里在1948年到访过美国和新西兰，1950年3月当选英国皇家学会院士。
他还一直关心天文方面的研究，曾发表过一些从日食预测到绿闪光等科普文章。在发生一连串中风后，他于1950年12月11日在伦敦去世，终年57岁。

## 发表的著作
- 科姆里, 莱斯利·约翰; 莱文, A.E. . 皇家天文学会月报. 1921年, 81 (7): 第486–487页. Bibcode:1921MNRAS..81..486C. doi:10.1093/mnras/81.7.486.
- 科姆里, 莱斯利·约翰. . 皇家天文学会月报. 1928年, 88 (6): 第506–52页. Bibcode:1928MNRAS..88..506C. doi:10.1093/mnras/88.6.506.
- . 天文台. 1928年, 81: 第105–106页. Bibcode:1928Obs....51..105..
- ——. . 皇家天文学会月报. 1932年, 92 (7): 第694–707页. Bibcode:1932MNRAS..92..694C. doi:10.1093/mnras/92.7.694.
- ——. . 皇家天文学会月报. 1933年, 93 (3): 第175–181页. Bibcode:1933MNRAS..93..175C. doi:10.1093/mnras/93.3.175.
- ——. . 皇家天文学会月报. 1933年, 93 (3): 第181–184页. Bibcode:1933MNRAS..93..181C. doi:10.1093/mnras/93.3.181.
- ——. . 天文台. 1937年, 60: 第70–73页. Bibcode:1937Obs....60...70C.
- 科姆里, 莱斯利·约翰.; 伯勒, S. M. . 大众天文学. 1941年12月, 49: 第397–398页. Bibcode:1941PA.....49..397C.
- 科姆里, 莱斯利·约翰. . 自然. 1942年12月, 150 (3816): 第738页. Bibcode:1942Natur.150..738C. doi:10.1038/150738b0.
- ——. . 大众天文学. 1949年12月, 57: 第42–43页. Bibcode:1949PA.....57...42C.

## 备注
1. 1 2 3  Massey, H. S. W. . 皇家学会院士讣告. 1952, 8 (21): 96–107. JSTOR 768801. doi:10.1098/rsbm.1952.0006.
2. 1 2  Garry Tee. . 奥克兰大学数学系.   [2010-06-04]. （原始内容存档于2011-06-15）.
3. ↑  Martin Campbell-Kelly; Mary Croarken; Raymond Flood. . 牛津大学出版社. 2003: 137  [2009-01-07]. ISBN 978-0-19-850841-0.
4. ↑  Hockey, Thomas. . 施普林格出版社. 2009  [2012年8月22日]. ISBN 978-0-387-31022-0.
5. ↑  . 天文台 71. 1951年: 第 24–26页  [2010年6月4日].
6. ↑  Frank da Cruz. . 哥伦比亚大学网站的计算年表. 哥伦比亚大学.   [2010年6月5日]. （原始内容存档于2011年6月20日）. (包括照片、参考文献和参考书目)
7. ↑  . 皇家格林尼治天文台档案馆.   [2010年6月4日]. （原始内容存档于2011年6月6日）.
8. ↑   (PDF). 英国国家档案馆有关计算机史. 曼彻斯特大学中心有关科学、技术和医学史: 106.   [2010年6月4日]. （原始内容 (PDF)存档于2011年7月25日）.
9. ↑  Croarken, Mary. . IEEE计算史年报. 1999年, 21 (4): 70–71. doi:10.1109/MAHC.1999.801536.
10. ↑  Ivan Leslie Thomsen. A. H. McLintock , 编. . 新西兰百科全书. 1966  [2010年6月4日]. （原始内容存档于2011年6月12日）.